# Circumstantial Evidence (film 1912 Thayer)
Circumstantial Evidence è un cortometraggio muto del 1912 diretto da Otis Thayer.

## Produzione
Il film fu prodotto dalla Selig Polyscope Company.

## Distribuzione
Distribuito dalla General Film Company, il film - un cortometraggio di una bobina - uscì nelle sale cinematografiche statunitensi il 6 settembre 1912.